# Deerfield, New Hampshire
Deerfield är en kommun (town) i Rockingham County, New Hampshire, USA med 4 280 invånare (2010).